# Moenkhausia collettii
Moenkhausia collettii es una especie de peces de la familia Characidae.

## Morfología
Los machos pueden llegar alcanzar los 5 cm de longitud total.

## Reproducción
Su reproducción en cautividad fue llevada a cabo con éxito el año 1988.

## Hábitat
Vive en zonas de clima tropical entre 23 °C - 27 °C de temperatura.

## Distribución geográfica
Se encuentran en Sudamérica:  cuenca del río Amazonas desde el Perú hasta las Guayanas.